# Meco (Espanha)
Meco é um município da Espanha na província e comunidade autónoma de Madrid, de área  km² com população de 11719 habitantes (2007) e densidade populacional de 284,74 hab/km².

## Demografia
| Variação demográfica do município entre 1991 e 2004 | Variação demográfica do município entre 1991 e 2004 | Variação demográfica do município entre 1991 e 2004 | Variação demográfica do município entre 1991 e 2004 |
| --------------------------------------------------- | --------------------------------------------------- | --------------------------------------------------- | --------------------------------------------------- |
| 1991                                                | 1996                                                | 2001                                                | 2004                                                |
| 2928                                                | 4142                                                | 8267                                                | 9986                                                |